# Мур (Айдахо)
Мур англ. Moore — місто в окрузі Б'ютт, штат Айдахо, США. Згідно з переписом 2010 року населення становило 189 осіб.

## Географія
Мур розташований за координатами 43°44′4″ пн. ш. 113°22′2″ зх. д. / 43.73444° пн. ш. 113.36722° зх. д. (43.734404, -113.367234).  За даними Бюро перепису населення США в 2010 році місто мало площу 0,74 км², уся площа — суходіл.

## Демографія

### Перепис 2010 року
За даними перепису 2010 року, у місті проживало 189 осіб у 79 домогосподарствах у складі 50 родин. Густота населення становила 251,6 ос./км². Було 90 помешкань, середня густота яких становила 119,8/км². Расовий склад міста: 100,0% білих. Іспанці та латиноамериканці незалежно від раси становили 3,2 % населення.
Із 79 домогосподарств 30,4% мали дітей віком до 18 років, які жили з батьками; 54,4% були подружжями, які жили разом; 5,1% мали господиню без чоловіка; 3,8% мали господаря без дружини і 36,7% не були родинами. 34,2% домогосподарств складалися з однієї особи, у тому числі 20,3% віком 65 і більше років. У середньому на домогосподарство припадало 2,39 мешканця, а середній розмір родини становив 3,14 особи.
Середній вік жителів міста становив 37,2 року. Із них 29,6% були віком до 18 років; 6,4% — від 18 до 24; 21,7% від 25 до 44; 23,7% від 45 до 64 і 18,5% — 65 років або старші. Статевий склад населення: 49,2% — чоловіки і 50,8% — жінки.
Середній дохід на одне домашнє господарство  становив 60 249 доларів США (медіана — 40 938), а середній дохід на одну сім'ю — 88 162 долари (медіана — 57 917). За межею бідності перебувало 18,7 % осіб, у тому числі 23,7 % дітей у віці до 18 років та 22,2 % осіб у віці 65 років та старших.
Цивільне працевлаштоване населення становило 44 особи. Основні галузі зайнятості: освіта, охорона здоров'я та соціальна допомога — 22,7 %, будівництво — 18,2 %, науковці, спеціалісти, менеджери — 15,9 %.

### Перепис 2000 року
За даними перепису 2000 року, у місті проживало 196 осіб у 81 домогосподарстві у складі 57 родин. Густота населення становила 261,0 ос/км².  Було 93 помешкання, середня густота яких становила 123,8/км². Расовий склад міста: 97,96% білих, 1,02% інших рас і 1,02% людей, які зараховують себе до двох або більше рас. Іспанці та латиноамериканці незалежно від раси становили 2,04% населення.
Із 81 домогосподарства 25,9% мали дітей віком до 18 років, які жили з батьками; 63,0% були подружжями, які жили разом; 7,4% мали господиню без чоловіка, і 28,4% не були родинами. 23,5% домогосподарств складалися з однієї особи, у тому числі 13,6% віком 65 і більше років. У середньому на домогосподарство припадало 2,42 мешканця, а середній розмір родини становив 2,90 особи.
Віковий склад населення: 25,0% віком до 18 років, 3,6% від 18 до 24, 25,0% від 25 до 44, 25,0% від 45 до 64 і 21,4% років і старші. Середній вік жителів — 43 роки. Статевий склад населення: 44,4 % — чоловіки і 55,6 % — жінки.
Середній дохід домогосподарств у місті становив $28 984, родин — $30 000. Середній дохід чоловіків становив $31 875 проти $15 208 у жінок. Дохід на душу населення в місті був $14 732. Приблизно 10,0% родин і 13,1% населення перебували за межею бідності, включаючи 32,6% віком до 18 років і жодного від 65 і старше.